# Pressure Drop
Pressure Drop es el segundo álbum de estudio del cantante británico de rock Robert Palmer, publicado en 1975 por Island Records. Al igual que el disco anterior, Sneakin' Sally Through the Alley, para la grabación contó con varios músicos de sesión, como los miembros de Little Feat, la sección de vientos del Muscle Shoals Rhythm Section, algunos artistas de Los Ángeles relacionados al sonido Motown y el director de orquesta Gene Page, quien estuvo a cargo de los arreglos de la sección de cuerdas. Las canciones presentan el mismo estilo que el de la producción anterior, aunque Palmer añadió elementos del reggae y el blue-eyed soul en algunas. 
Una vez que salió al mercado, recibió buenas reseñas por parte de la prensa especializada. Aspectos como la calidad de las composiciones de Palmer, las versiones y la mezcla de estilos fueron bien evaluados. Inclusive, tanto Record World como Calgary Herald lo nombraron un álbum brillante. En 2009, la revista Mojo lo incluyó en la lista de los cincuenta mejores álbumes de Island Records.
En cuanto a lo comercial, logró posiciones bajas en las listas de las tres principales revistas de los Estados Unidos, Billboard, Cashbox y Record World, pues en ninguna de ellas entró entre los cien mejores puestos. Por su parte, en Canadá marcó su debut en el recuento Top 100 Albums de RPM en la posición 89. Aunque Billboard y Record World informaron de que Island había realizado una fuerte campaña publicitaria, las ventas no fueron las esperadas. De hecho, en retrospectiva, el productor Steve Smith comentó que el sello no supo promocionar ni distribuir correctamente el álbum ni los sencillos, «Give Me an Inch» y «Which of Us Is the Fool».

## Antecedentes
Después de la separación de Vinegar Joe en 1974, Robert Palmer inició una carrera solista con el álbum Sneakin' Sally Through the Alley, del mismo año. Para la grabación contó con varios músicos de sesión, como los integrantes de The Meters y el guitarrista de Little Feat, Lowell George. A pesar de que Palmer y el productor Steve Smith temían de que fuese un fracaso, tanto los miembros de The Meters como George se llevaron bien con el cantante. Una vez terminado el registro de las cintas, Smith comentó que habían conseguido un buen álbum y sabían que sería del agrado de Chris Blackwell, dueño de Island Records, así que nació la idea de hacer otro inmediatamente. Con un estilo que mezclaba funk, rhythm and blues y el soul de Nueva Orleans, Sneakin' Sally Through the Alley recibió críticas positivas y buenas ventas en el Reino Unido. En contraparte, en los Estados Unidos careció de una correcta promoción debido a un problema dentro de Capitol Records, el distribuidor en ese país. Aun así, obtuvo los puestos 66, 68 y 105 en las listas Top Albums, Top 100 Albums y Billboard 200 de las revistas Record World, Cashbox y Billboard, respectivamente.

## Grabación
Al igual que en el álbum anterior, Sneakin' Sally Through the Alley, para la grabación de Pressure Drop contaron con la participación de varios músicos de sesión, sugeridos por el productor Steve Smith. En primer lugar, seleccionó a Lowell George y, por medio de él, propuso invitar a los demás integrantes de Little Feat —Paul Barrere (guitarra), Kenny Gradney (bajo), Richie Hayward (batería), Bill Payne (piano) y Sam Clayton (percusión)—, pues era fanático de la banda. Por su parte, como consideraba que algunas de las canciones escritas por Palmer se prestaban para ser registradas con otros músicos, decidió contratar algunos del área de Los Ángeles relacionados al sonido Motown. Más tarde, reconoció que utilizó eso como excusa para trabajar con el bajista James Jamerson, a quien admiraba. Smith optó también por colaborar con la sección de vientos del Muscle Shoals Rhythm Section y para los arreglos de la sección de cuerdas escogió a Gene Page, ya que tanto a él como a Palmer les gustaba su trabajo en los álbumes de Barry White, entre otros artistas. Además de escribir los arreglos, Page dirigió una orquesta de treinta y dos músicos.
Una vez establecida la relación con Little Feat, George invitó a Palmer y a Smith al estudio Blue Seas de Hunt Valley (Maryland), en el condado de Baltimore, ya que por entonces la agrupación estadounidense estaba grabando el álbum Feats Don't Fail Me Now (1974). Todas las canciones se registraron en ese recinto; sin embargo, como Smith quería hacer ciertas mejoras en algunas de ellas, llevó las cintas al Muscle Shoals Sound Studio de Sheffield (Alabama), para que los miembros de Muscle Shoals las regrabaran. Una de estas era «Fine Time», pero cuando los músicos la escucharon, le dijeron al productor que «estaba loco», porque la versión original estaba bien hecha y debía mantenerla. Al final, por petición del productor, Barry Beckett le realizó una sobregrabación con el piano eléctrico Wurlitzer. Después de los últimos retoques realizados en Los Ángeles en junio de 1975 por Palmer, Smith, George y Page, Phill Brown mezcló las cintas.

## Composición
El álbum consta de nueve canciones, de las cuales Palmer compuso cinco íntegramente: «Give Me an Inch», «Work to Make It Work», «Back in My Arms», «Fine Time» y «Which of Us Is the Fool». De acuerdo con David Jeffries, del sitio web AllMusic, hay baladas suaves con arreglos de cuerdas y también es posible distinguir una mayor influencia de Little Feat y el funk de Nueva Orleans de The Meters. En su análisis, Jeffries expresó que la música presenta un funk relajado, mientras que Palmer entrega «una voz con cuerpo» sobre instrumentos de viento brillantes y líneas de bajo vibrantes. Tanto «Give Me an Inch» como «Which of Us Is the Fool» son temas de blue-eyed soul. Según Cashbox, la primera cuenta con «una producción hirviente llena de cuerdas vibrantes, tambores firmes y un bajo sensual, con flautas de fondo», en cuya historia el vocalista «insinúa que está listo para el amor que finalmente se ha cruzado en su camino». En cambio, «Work to Make It Work» presenta ritmos de tambores africanos e influencia de reggae.
Susin Shapiro, de The Village Voice, indicó que tanto «Which of Us Is the Fool» como «Fine Time» están repletas de «ganchos astutos y letras seductoras». Palmer escribió «Here with You Tonight» junto con su excompañero en Vinegar Joe, Pete Gage. El guitarrista comentó que la compuso en un local de ensayo de una tienda de música en la calle Fulham en Londres, antes de la separación de la banda, aproximadamente en 1974. A Palmer le agradó la maqueta y trabajó con él para adaptarla a su tono y fraseo. Tras el fin de Vinegar Joe, Gage pensó que nunca sería grabada, hasta que Palmer lo llamó para avisarle que la habían probado en las sesiones de Pressure Drop y que la seleccionó para el producto final.
Las canciones restantes son versiones. «Trouble», compuesta por Lowell George, es una pista del álbum Sailin' Shoes (1972) de Little Feat, mientras que «River Boat» la escribió Allen Toussaint y Lee Dorsey la interpretó por primera vez en 1970. Escrita por Toots Hibbert, «Pressure Drop» es una canción de reggae de la banda Toots and the Maytals, lanzada en 1970 en el disco Monkey Man y popularizada después de figurar en la banda sonora de la película The Harder They Come (1972).

## Lanzamiento y portada
Pressure Drop salió al mercado en noviembre de 1975 a través de Island Records. Inspirada por un cuadro del pintor británico Edward Hopper, la portada consiste en una fotografía tomada por Graham Hughes en el Reino Unido en 1975 y muestra a una mujer desnuda vista de espalda situada en un balcón, mientras Palmer está a un costado de la imagen, vestido de traje. Aunque no recibió créditos en el folleto de notas del álbum, la modelo en cuestión era Carinthia West, pareja de Chris Jagger. West relató que le pagaron 150 £ y que en la sala en donde se tomó la fotografía se encontraban Hughes, unos asistentes, una maquilladora, Palmer y su esposa.
La imagen generó controversia por considerarse políticamente incorrecta; de hecho, la cadena Tower Records anunció que no pondría el álbum en sus estantes debido a la portada. No obstante, la tienda estadounidense sí vendió el disco, pues West recordó que en 1976, a modo de promoción, había una imagen de tamaño real de la portada en la sucursal de Tower Records en el Sunset Boulevard de Los Ángeles.

## Promoción
En noviembre de 1975, Billboard señaló que el álbum estaba recibiendo una fuerte difusión en las radios FM. El 20 de diciembre, Record World reportó que Palmer había arribado a Nueva York para comenzar la gira promocional por los Estados Unidos e informó que Island había lanzado una importante campaña publicitaria en los principales mercados que el cantante visitaba. Realizado principalmente en clubes, el tour aumentó la popularidad de Palmer en los Estados Unidos. A pesar de aquello, en retrospectiva, el productor Steve Smith comentó que el sello no supo promocionar ni distribuir correctamente el álbum ni los sencillos.
Recomendado por la revista Billboard, «Which of Us Is the Fool» salió al mercado en 1975 como el primer sencillo y logró una escasa atención en las listas, pues únicamente llegó al puesto 5 en el Bubbling Under Hot 100 Singles de Billboard. Por su parte, «Give Me an Inch» alcanzó la sexta casilla en ese mismo recuento, mientras que en el Top 100 Singles de Cashbox obtuvo la 88 en marzo de 1976.

## Recepción

### Comercial
Pressure Drop logró posiciones más bajas en las listas estadounidenses que Sneakin' Sally Through the Alley. Para la semana del 12 de diciembre de 1975 llegó hasta el puesto 136 en el Billboard 200 y permaneció en la lista por ocho semanas. Para la edición del 20 de diciembre el álbum se situó en la posición 123 en el Top Albums Chart de la revista Record World, mientras que a la semana siguiente lo hizo en la 131 del Top 100 Albums de Cashbox. Por su parte, el 6 de marzo de 1976 obtuvo la casilla 89 en el Top 100 Albums de la revista RPM de Canadá. A pesar de que en septiembre de 1976 Billboard informó de que tanto este disco como el anterior habían logrado ventas moderadas, Chris Blackwell, dueño de Island Records, reconoció años más tarde que no vendió tan bien como esperaba.

### Crítica
Pressure Drop recibió críticas principalmente favorables por parte de la prensa especializada. Billboard comentó que es un magnífico ejemplo de la versatilidad del rock and roll, pues presenta baladas suaves, reggae y rock y consideró convincente a Palmer y a los músicos, pues estos últimos «realzan el set [de canciones]». Tras mencionar como mejores canciones a «Give Me an Inch», «Back in My Arms», «River Boat», «Pressure Drop», «Trouble» y «Which of Us Is the Fool», concluyó que «es mucho mejor que su primer álbum, que fue excelente». Bud Scoppa, de Rolling Stone, explicó que es un disco «fácil de disfrutar y fácil de vivir», y posicionó al cantante dentro de los músicos blancos que prefieren tocar con sensualidad y disfrutar, comparándolo, entre otros, con Little Feat, David Bowie y Frankie Miller. A finalizar, nombró a Palmer como un «camaleón talentoso, [pues] sabe lo que quiere y lo consigue». La revista Record World señaló que Palmer se encaminó hacia el reconocimiento total, ya que, gracias a la mezcla de su originalidad peculiar como compositor con la música y la producción de primer nivel, creó un «álbum nítido y brillante».
En el recuento anual de 1975, el editor Bob Kaus, de Cashbox, posicionó al cantante como el mejor artista masculino nuevo. Como justificación, señaló que con Pressure Drop «se ha consolidado como un artista de gran creatividad» y, gracias al respaldo de Little Feat, su carrera solista ha tenido un «comienzo brillante». Gary Deane, del periódico The Leader-Post, comentó que se mantiene fiel al sonido del álbum antecesor, porque presenta «un rhythm and blues muy funky, sobrio y tenso», y que Palmer no sonaba tan ingenuo y seguro desde el disco Rock 'n' Roll Gypsy, de Vinegar Joe. Susin Shapiro, de The Village Voice, señaló que «con su impresionismo étnico también fue un logro», mientras que Keith Sharp, del diario canadiense Calgary Herald, escribió que no había dudas de la creatividad de Palmer y denominó a Pressure Drop un «álbum brillante».
David Jeffries, del sitio web AllMusic, lo juzgó como un disco disperso pero sólido, pues por más que las baladas hacen que sea «demasiado sofisticado y refinado para los fanes de los momentos más atrevidos de Palmer», «están bien escritas y son convincentes, especialmente la inicial "Give Me an Inch"». Además, la canción homónima le pareció una excelente versión y concluyó afirmando que Pressure Drop «se ha convertido en el gran álbum pasado por alto» en la discografía del artista. Paul Sexton, de UDiscoverMusic, expresó que es un disco distinguido, en donde Palmer se consolidó como compositor por derecho propio y lo posicionó como un cantautor en rápido ascenso. Sobre las canciones, calificó a «Give Me an Inch» y «Which of Us Is the Fool» de magníficas y a «Back in My Arms» y «Here With Me Tonight» como exuberantes. En 2009, para conmemorar el quituagésimo aniversario de Island Records, la revista Mojo lo posicionó en la lista de los cincuenta mejores álbumes del sello.

## Lista de canciones
| N.º | Título                                             | Escritor(es)      | Duración |  |
| 1.  | «Give Me an Inch»                                  | Robert Palmer     | 3:17     |  |
| 2.  | «Work to Make It Work»                             | Palmer            | 4:27     |  |
| 3.  | «Back in My Arms»                                  | Palmer            | 3:30     |  |
| 4.  | «River Boat»                                       | Allen Toussaint   | 3:44     |  |
| 5.  | «Pressure Drop» (versión de Tools and the Maytals) | Frederick Hibbert | 5:26     |  |
| 6.  | «Here with You Tonight»                            | Palmer, Pete Gage | 4:57     |  |
| 7.  | «Trouble»                                          | Lowell George     | 2:25     |  |
| 8.  | «Fine Time»                                        | Palmer            | 5:43     |  |
| 9.  | «Which of Us Is the Fool»                          | Palmer            | 3:25     |  |

Fuente: Folleto de notas de Pressure Drop.

## Posicionamiento en listas musicales
| País           | Lista (1975-1976)             | Posición |
| -------------- | ----------------------------- | -------- |
| Canadá         | RPM Top 100 Albums            | 89       |
| Estados Unidos | Billboard 200                 | 136      |
| Estados Unidos | Cashbox Top 100 Albums        | 131      |
| Estados Unidos | Record World Top Albums Chart | 123      |

## Créditos
| - Robert Palmer: voz y percusión - Lowell George: guitarra y coros - Paul Barrere: guitarra y coros - Kenny Gradney y James Jamerson: bajo - Richie Hayward: batería, percusión y coros - Ed Green: batería y percusión - Bill Payne: teclados - Jean Roussel: teclados, clavinet y órgano Hammond - Gordon Dewitte: clavinet - Sam Clayton, Vicki Brown y Fran Tate: coros - Gene Page: arreglo de la sección de cuerdas y director de orquesta - Mel Collins: saxofón y flauta - Mongezi Feza: trompeta y flageolet - Ray Allen: trombón - David Snell: arpa - Joe Brown: banjo - Steve York: armónica - Martin Frye: tuba | - Steve Smith: producción - Phill Brown: ingeniería y mezcla - Graham Hughes: diseño de la portada y fotografía |

Fuente: Folleto de notas de Pressure Drop.